# Xã Fort Gratiot, Michigan
Xã Fort Gratiot (tiếng Anh: Fort Gratiot Township) là một xã thuộc quận St. Clair, tiểu bang Michigan, Hoa Kỳ. Năm 2010, dân số của xã này là 11.108 người.